# Jerzy Święch (aktor)
Jerzy Bronisław Święch (ur. 31 sierpnia 1947 w Krakowie) – polski aktor teatralny i filmowy.

## Życiorys
Absolwent i późniejszy wykładowca krakowskiej PWST. Aktor Teatru Rozmaitości (1970–1971) i Starego Teatru w Krakowie (od 1971 roku). W kadencji 2008–2012, z tytułem naukowym profesora wchodził w skład Senatu krakowskiej PWST jako przedstawiciel nauczycieli akademickich.

## Filmografia
- Klinika Pod Wyrwigroszem jako inspektor
- Przygody dobrego wojaka Szwejka jako Palivec
- Śmierć jak kromka chleba
- Modrzejewska jako Stanisław Koźmian
- Tumor Witkacego jako Julian Przyboś
- Blisko, coraz bliżej
- Z biegiem lat, z biegiem dni... jako Stanisław Przybyszewski
- Kontrakt (film) jako ksiądz
- Zimne ognie
- Chłopi jako Jaś, syn organisty